# Chronicon ex chronicis
A Chronicon ex chronicis 12. századi latin nyelvű világkrónika, amely a nyugat-közép-angliai Worcester bencés apátságában készült. Fő szerzője egy János nevű szerzetes volt, aki Florenciusz nevű társa segítségével számos történeti művet használt fel az angliai események elbeszéléséhez; szövegük más részeiben a 11. századi ír krónikás, Marianus Scotus munkájára támaszkodtak. A krónika a teremtéssel kezdődik és az 1140. évig tart.

## A szerzőség kérdése
A krónika 1118. évi szakaszának utolsó bejegyzésében a következő olvasható:
Július 7-én a worcesteri szerzetes Florence meghalt. Aprólékos gonddal végzett tanulmányai és tudós munkássága ezen krónikák krónikáját [chronicarum chronica] minden más között kiemelkedővé tették. Testét föld takarja, lelke az egeket kutatja. Ott, Isten tekintete előtt foglalja el helyét a szentek között örökkön örökké. Amen.
Történészek ennek alapján úgy vélték, hogy a krónika szövegét az 1118. évig Florenciusz (angol: Florence, latin: Florentius) írta, és magát a művet is (Worcesteri) Florenciusz krónikájaként emlegették; Jánost csak az 1118-1140 közötti bejegyzések szerzőjének tartották. A szöveg stilisztikai vizsgálata és forrásainak tüzetesebb áttanulmányozása azonban későbbi kutatókat más következtetésre vezetett. A krónika stílusában sem az 1118. év körül, sem máshol nem vehető észre változás, valószínű, hogy a teljes művet ugyanaz a személy fogalmazta; egyes 1118 előtti részek pedig Canterburyi Eadmer Historia novorum című munkájának ismeretét mutatják, amelyet szerzője csak 1121-1124 között fejezett be.
A krónika fő írója-összeállítója tehát Worcesteri János (megh. 1140 körül)[forrás?] lehetett, akinek nevét két helyen említi a szöveg, egy 1128-as és egy 1138-as bejegyzésnél. Két fennmaradt kéziratot (CCC MS 157 és a chronicula) az ő keze munkájának tartanak.[forrás?]
Egy kortárs krónikás, a szintén benedek rendi Orderic Vitalis Jánost nevezi meg a krónika szerzőjeként:
Az Angliában született János – gyermekkorától a worcesteri kolostor tagja, tiszteletre méltó jellemű és széles ismeretekkel rendelkező ember – Marianus Scotus krónikáját folytatva nagy hűséggel számol be [I.] Vilmos királyról és az uralkodása, valamint fiai, [II.] Rufus Vilmos és [I.] Henrik király uralkodása alatti eseményekről egészen napjainkig. [...] Az őt [Marianus Scotust] követő Worcesteri János közel egy évszázad eseményeit jegyezte fel, és a tiszteletre méltó Wulstan püspök és szerzetes utasítására munkáját Marianus Krónikájához fűzte; tömören előadva számos figyelemre méltó dolgot a rómaiak, frankok, germánok és más nemzetek történetéből.
Miben állhatott akkor Florenciusz – János által is elismert – jelentős hozzájárulása? Antonia Gransden és Simon Keynes történészek szerint ő gyűjtötte össze azokat a forrásokat, amelyek alapján János a krónika 9-11. századról szóló részeit megírta. Keynes szerint az 1095-ben meghalt Wulfstan püspök Florenciuszt bízta meg a krónika összeállításával, de ő végül csak az anyaggyűjtést végezte el, a szerkesztés és írás feladata már Jánosnak jutott. Wulfstan egy másik fontos történeti dokumentum, az összeállítója után Hemming cartuláriumának nevezett oklevélgyűjtemény elkészítését is egy worcesteri szerzetesre bízta.
János, Florenciusz és Hemming barátok nevei szerepelnek a durhami ''Liber Vitae'' lapjain. A könyv a durhami episzkopális egyháznál látogatást tevők, illetve az egyházat támogatók neveit sorolja fel; a három szerzetest 1096-1112 között, Sámson püspöksége alatt jegyezték fel benne.

## Kéziratok
A Chronicon öt kéziratban (és egy egyetlen lapból álló töredékben) maradt fenn:
- MS 157 (Oxford, Corpus Christi College). A fő kézirat, János munkapéldánya.
- MS 502 (Dublin, Trinity College).
- MS 42 (Lambeth, a Lambeth Palota könyvtára).
- MS Bodley 297 (Oxford, Bodley Könyvtár).
- MS 92 (Cambridge, Corpus Christi College).

János 1123-ig egy kisebb, a Chronicon szövegén alapuló krónikán is dolgozott. A chronicula ('kis krónika') nevű munkát Dublinban őrzik (MS 503 Trinity College).

## A krónika angol történeti forrásai
Anglia korai történelméről szóló beszámolójához János több forrást is felhasznált, néhányuk napjainkra elveszett.
- Az Angolszász krónika egy vagy több közelebbről be nem azonosítható változata, valószínűleg latin fordításban. Lehetséges, hogy Malmesburyi Vilmos Gesta regum anglorum című munkájához ugyanazt a szöveget használta, mint János, a két műben ugyanis egymáshoz hasonló, más forrásokban nem idézett részek találhatók.
- Beda Venerabilis: Historia ecclesiastica gentis Anglorum (a 731. évig)
- Asser: Vita Ælfredi
- 10-11. századi szentek hagiográfiái:
  - Három mű Szent Dunstan életéről: Vita S. Dunstani, szerzője nevének csak kezdőbetűje, B, ismert; az ezen alapuló, Canterburyi Osbern által írt Vita S. Dunstani; valamint egy Genti Adelard által írt levél, Epistola Adelardi ad Elfegum Archiepiscopum de Vita Sancti Dunstani.
  - Byrhtferth: worcesteri Szent Oswald Élete
  - Canterburyi Osbern: canterburyi Szent Ælfheah Élete
- Canterburyi Eadmer: Historia novorum (1066–1122)
- kortársak beszámolói